# زکا
زَکا (به یونانی: Ζακχαῖος) (به عبری: זכי) (به انگلیسی: Zacchaeus) به معنی "خالص" یا "بی‌گناه" محصل مالیات در شهر اریحا بود که تنها در انجیل لوقا از آن نام برده شده است. او از نسل ابراهیم و نمونه‌ای از شخصیت عیسی بود که برای گمراهان، رستگاری می‌آورد. در آن زمان، پیشه محصل مالیاتی خوار شمرده می‌شد. زیرا مردم، آنان را خائن (همدست امپراتوری روم و نه همراه با یهودیان) و فاسد می‌دانستند.

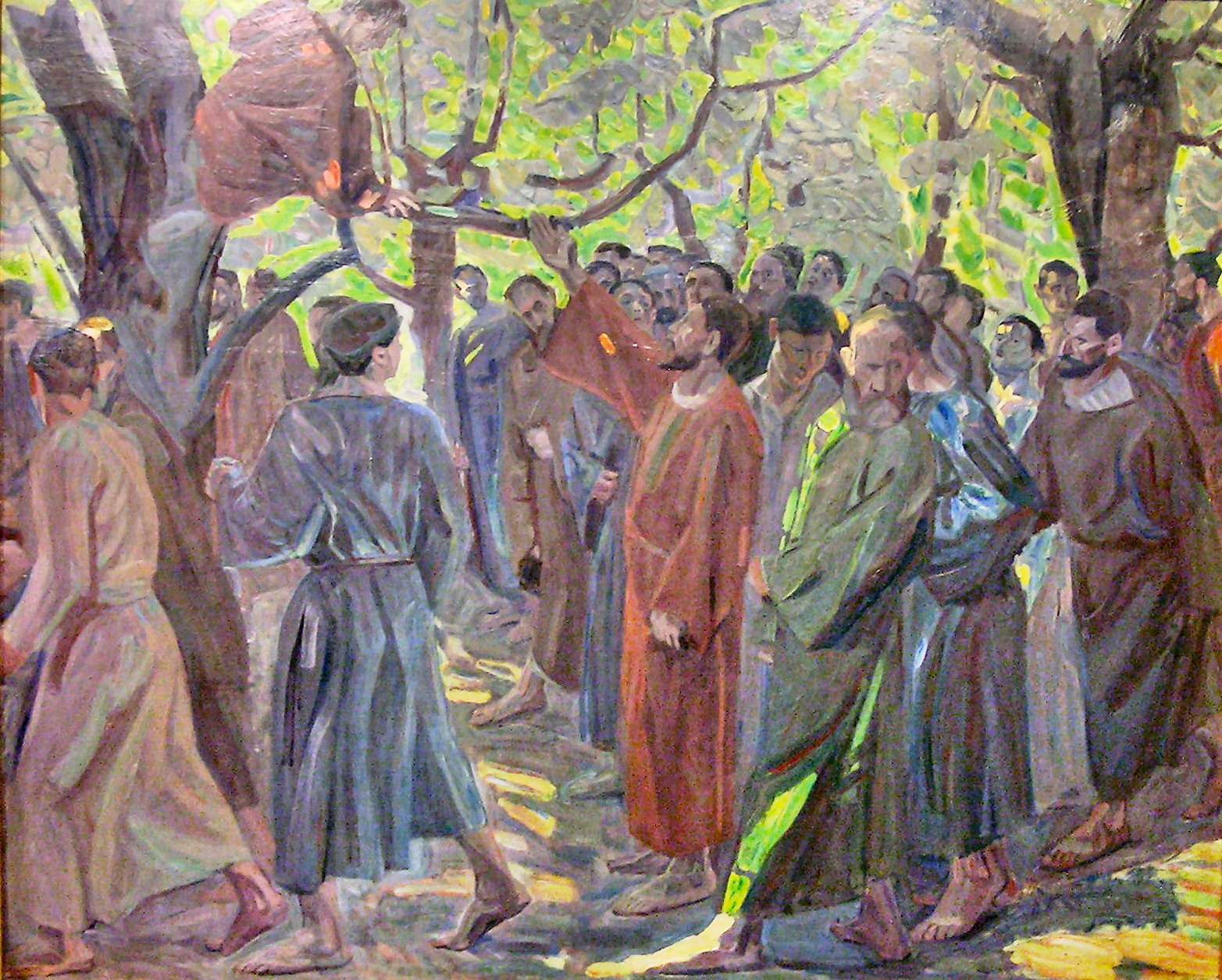
عیسی از زکا می‌خواهد که از بالای درخت انجیر سیکامور به پایین بیاید. نگاره اثر نیلز لارسن استیونس (۱۹۱۳)

به خاطر تولید و صادارت پُر سود شهد بلسان، جایگاه او اهمیت و ثروت بالایی داشت. آورده شده که هنگامی که عیسی در راه خود به اورشلیم از اریحا می‌گذشت، او دیرتر از جمع مردم برای دیدار عیسی رسیده بود. چون قد کوتاهی داشت نتوانست عیسی را از میان جمعیت ببیند. بنابراین به جلوی جمعیت دوید و از درخت چناری بالا رفت. هنگامی که عیسی به درخت رسید (در اصل درخت انجیر سیکامور بود) به درخت نگاه کرد و با آوردن نام زکا از او خواست به پایین بیاید و خانه خود را به عیسی نشان دهد. مردم از دیدن این حرکت عیسی بُهت‌زده شدند. زیرا عیسی پیامبر، خانه یک گناه‌کار آلوده را برای اقامت گزیده بود.